# Clasificación al Campeonato Europeo Sub-17 de la UEFA 2021
El Campeonato Europeo Sub-17 de la UEFA sería la vigésima vez que se celebra. La fase final se realizará en Chipre.
La primera fase se divide en dos etapas la primera es una Ronda de clasificación comenzará en octubre de 2020 y la segunda corresponde a la Ronda Élite.
La competición clasificatoria para el Campeonato Europeo Sub-17 de la UEFA 2021 iba a ser una competición de fútbol masculino sub-17 que habría determinado los 15 equipos que se unirían a los anfitriones clasificados automáticamente, Chipre, en la fase final del campeonato. Los jugadores nacidos a partir del 1 de enero de 2004 podían participar.
Aparte de Chipre, las 54 selecciones nacionales miembros de la UEFA restantes entraron en la competición de clasificación, donde el formato original consistía en dos rondas: la ronda de clasificación, que habría tenido lugar en otoño de 2020, y la ronda de élite, que también habría tenido lugar en primavera de 2021. Sin embargo, debido a la pandemia de COVID-19 en Europa, la UEFA anunció el 13 de agosto de 2020 que, después de consultar con las 55 federaciones miembro, la ronda de clasificación se retrasó hasta marzo de 2021 y se abolió la ronda de élite, con los 13 ganadores de grupo de la ronda de clasificación. uniéndose a los dos primeros sembrados por ranking de coeficientes, Países Bajos y España (que originalmente recibieron pases directos a la ronda élite), en el torneo final.
El 18 de diciembre de 2020, el Comité Ejecutivo de la UEFA anunció que el torneo de 2021 se canceló después de consultar con las 55 federaciones miembro debido a la pandemia.

## Formato
La competencia clasificatoria originalmente constaba de las siguientes dos rondas:
- Ronda de clasificación: además de Países Bajos y España, que reciben pases directos a la ronda élite como los equipos con el coeficiente de clasificación más alto, los 52 equipos restantes se dividieron en 13 grupos de cuatro equipos. Cada grupo se jugaría en formato de todos contra todos en uno de los equipos seleccionados como anfitriones después del sorteo. Los 13 ganadores de grupo, los 13 subcampeones y los cuatro equipos en tercer lugar con el mejor registro contra los equipos en primer y segundo lugar de su grupo avanzaron a la ronda élite.
- Ronda élite: Los 32 equipos debían dividirse en ocho grupos de cuatro equipos. Cada grupo se jugaría en formato de todos contra todos en uno de los equipos seleccionados como anfitriones después del sorteo. Los ocho ganadores de grupo y los siete subcampeones con el mejor registro contra todos los equipos de su grupo se clasificarían para la fase final del torneo.

Tras el cambio de formato, la competición clasificatoria consta de una sola ronda:
- Fase de clasificación: El cuadro se mantuvo igual que antes. Los 13 ganadores de grupo, Países Bajos y España, que originalmente recibieron pases directos a la ronda élite, se clasificarían para el torneo final.

## Ronda clasificatoria

### Sorteo
El sorteo de la ronda de clasificación se llevó a cabo el 3 de diciembre de 2019 a las 09:00 CET (UTC+1), en la sede de la UEFA en Nyon, Suiza.
Los equipos fueron sembrados de acuerdo con su ranking de coeficientes, calculado con base en lo siguiente:
- Torneo final y competición de clasificación del Campeonato Europeo Sub-17 de la UEFA 2016 (ronda de clasificación y ronda élite)
- Torneo final y competición de clasificación del Campeonato Europeo Sub-17 de la UEFA 2017 (ronda de clasificación y ronda élite)
- Torneo final y competición de clasificación del Campeonato Europeo Sub-17 de la UEFA 2018 (ronda de clasificación y ronda élite)
- Torneo final y competición de clasificación del Campeonato Europeo Sub-17 de la UEFA 2019 (ronda de clasificación y ronda élite)

Cada grupo contenía un equipo del Bombo A, un equipo del Bombo B, un equipo del Bombo C y un equipo del Bombo D. Basándose en las decisiones tomadas por el Panel de Emergencia de la UEFA, los siguientes pares de equipos no pudieron ser sorteados en el mismo grupo: Serbia y Kosovo, Bosnia y Herzegovina y Kosovo, Rusia y Kosovo, Azerbaiyán y Armenia.

### Grupos
La ronda de clasificación estaba originalmente programada para jugarse el 17 de noviembre de 2020. Sin embargo, debido a la pandemia de COVID-19 en Europa, la UEFA anunció el 13 de agosto de 2020 que, tras consultar con las 55 federaciones miembro, la ronda de clasificación se retrasó hasta marzo de 2021.

#### Grupo 1
País anfitrión: Croacia
| Equipo               | Pts | PJ | PG | PE | PP | GF | GC | Dif |
| -------------------- | --- | -- | -- | -- | -- | -- | -- | --- |
| Bosnia y Herzegovina | 0   | 0  | 0  | 0  | 0  | 0  | 0  | 0   |
| Croacia (H)          | 0   | 0  | 0  | 0  | 0  | 0  | 0  | 0   |
| Bulgaria             | 0   | 0  | 0  | 0  | 0  | 0  | 0  | 0   |
| Liechtenstein        | 0   | 0  | 0  | 0  | 0  | 0  | 0  | 0   |

#### Grupo 2
País anfitrión: Rumania
| Equipo      | Pts | PJ | PG | PE | PP | GF | GC | Dif |
| ----------- | --- | -- | -- | -- | -- | -- | -- | --- |
| Italia      | 0   | 0  | 0  | 0  | 0  | 0  | 0  | 0   |
| Eslovenia   | 0   | 0  | 0  | 0  | 0  | 0  | 0  | 0   |
| Rumania (H) | 0   | 0  | 0  | 0  | 0  | 0  | 0  | 0   |
| Albania     | 0   | 0  | 0  | 0  | 0  | 0  | 0  | 0   |

#### Grupo 3
País anfitrión: República de Irlanda
| Equipo            | Pts | PJ | PG | PE | PP | GF | GC | Dif |
| ----------------- | --- | -- | -- | -- | -- | -- | -- | --- |
| Irlanda (H)       | 0   | 0  | 0  | 0  | 0  | 0  | 0  | 0   |
| Eslovaquia        | 0   | 0  | 0  | 0  | 0  | 0  | 0  | 0   |
| Irlanda del Norte | 0   | 0  | 0  | 0  | 0  | 0  | 0  | 0   |
| Estonia           | 0   | 0  | 0  | 0  | 0  | 0  | 0  | 0   |

#### Grupo 4
País anfitrión: Georgia
| Equipo      | Pts | PJ | PG | PE | PP | GF | GC | Dif |
| ----------- | --- | -- | -- | -- | -- | -- | -- | --- |
| Bélgica     | 0   | 0  | 0  | 0  | 0  | 0  | 0  | 0   |
| Ucrania     | 0   | 0  | 0  | 0  | 0  | 0  | 0  | 0   |
| Georgia (H) | 0   | 0  | 0  | 0  | 0  | 0  | 0  | 0   |
| Lituania    | 0   | 0  | 0  | 0  | 0  | 0  | 0  | 0   |

#### Grupo 5
País anfitrión: Turquía
| Equipo      | Pts | PJ | PG | PE | PP | GF | GC | Dif |
| ----------- | --- | -- | -- | -- | -- | -- | -- | --- |
| Turquía (H) | 0   | 0  | 0  | 0  | 0  | 0  | 0  | 0   |
| Rusia       | 0   | 0  | 0  | 0  | 0  | 0  | 0  | 0   |
| Islas Feroe | 0   | 0  | 0  | 0  | 0  | 0  | 0  | 0   |
| Gibraltar   | 0   | 0  | 0  | 0  | 0  | 0  | 0  | 0   |

#### Grupo 6
País anfitrión: Portugal
| Equipo          | Pts | PJ | PG | PE | PP | GF | GC | Dif |
| --------------- | --- | -- | -- | -- | -- | -- | -- | --- |
| Portugal (H)    | 0   | 0  | 0  | 0  | 0  | 0  | 0  | 0   |
| República Checa | 0   | 0  | 0  | 0  | 0  | 0  | 0  | 0   |
| Montenegro      | 0   | 0  | 0  | 0  | 0  | 0  | 0  | 0   |
| Kosovo          | 0   | 0  | 0  | 0  | 0  | 0  | 0  | 0   |

#### Grupo 7
País anfitrión: Finlandia
| Equipo        | Pts | PJ | PG | PE | PP | GF | GC | Dif |
| ------------- | --- | -- | -- | -- | -- | -- | -- | --- |
| Suecia        | 0   | 0  | 0  | 0  | 0  | 0  | 0  | 0   |
| Israel        | 0   | 0  | 0  | 0  | 0  | 0  | 0  | 0   |
| Finlandia (H) | 0   | 0  | 0  | 0  | 0  | 0  | 0  | 0   |
| Kazajistán    | 0   | 0  | 0  | 0  | 0  | 0  | 0  | 0   |

#### Grupo 8
País anfitrión: Grecia
| Equipo     | Pts | PJ | PG | PE | PP | GF | GC | Dif |
| ---------- | --- | -- | -- | -- | -- | -- | -- | --- |
| Inglaterra | 0   | 0  | 0  | 0  | 0  | 0  | 0  | 0   |
| Grecia (H) | 0   | 0  | 0  | 0  | 0  | 0  | 0  | 0   |
| Azerbaiyán | 0   | 0  | 0  | 0  | 0  | 0  | 0  | 0   |
| San Marino | 0   | 0  | 0  | 0  | 0  | 0  | 0  | 0   |

#### Grupo 9
País anfitrión: Austria
| Equipo      | Pts | PJ | PG | PE | PP | GF | GC | Dif |
| ----------- | --- | -- | -- | -- | -- | -- | -- | --- |
| Austria (H) | 0   | 0  | 0  | 0  | 0  | 0  | 0  | 0   |
| Noruega     | 0   | 0  | 0  | 0  | 0  | 0  | 0  | 0   |
| Islandia    | 0   | 0  | 0  | 0  | 0  | 0  | 0  | 0   |
| Moldavia    | 0   | 0  | 0  | 0  | 0  | 0  | 0  | 0   |

#### Grupo 10
País anfitrión: Luxemburgo
| Equipo         | Pts | PJ | PG | PE | PP | GF | GC | Dif |
| -------------- | --- | -- | -- | -- | -- | -- | -- | --- |
| Hungría        | 0   | 0  | 0  | 0  | 0  | 0  | 0  | 0   |
| Suiza          | 0   | 0  | 0  | 0  | 0  | 0  | 0  | 0   |
| Bielorrusia    | 0   | 0  | 0  | 0  | 0  | 0  | 0  | 0   |
| Luxemburgo (H) | 0   | 0  | 0  | 0  | 0  | 0  | 0  | 0   |

#### Grupo 11
País anfitrión: Macedonia del Norte
| Equipo                  | Pts | PJ | PG | PE | PP | GF | GC | Dif |
| ----------------------- | --- | -- | -- | -- | -- | -- | -- | --- |
| Alemania                | 0   | 0  | 0  | 0  | 0  | 0  | 0  | 0   |
| Polonia                 | 0   | 0  | 0  | 0  | 0  | 0  | 0  | 0   |
| Macedonia del Norte (H) | 0   | 0  | 0  | 0  | 0  | 0  | 0  | 0   |
| Malta                   | 0   | 0  | 0  | 0  | 0  | 0  | 0  | 0   |

#### Grupo 12
País anfitrión: Serbia
| Equipo     | Pts | PJ | PG | PE | PP | GF | GC | Dif |
| ---------- | --- | -- | -- | -- | -- | -- | -- | --- |
| Serbia (H) | 0   | 0  | 0  | 0  | 0  | 0  | 0  | 0   |
| Dinamarca  | 0   | 0  | 0  | 0  | 0  | 0  | 0  | 0   |
| Letonia    | 0   | 0  | 0  | 0  | 0  | 0  | 0  | 0   |
| Armenia    | 0   | 0  | 0  | 0  | 0  | 0  | 0  | 0   |

#### Grupo 13
País anfitrión: Escocia
| Equipo      | Pts | PJ | PG | PE | PP | GF | GC | Dif |
| ----------- | --- | -- | -- | -- | -- | -- | -- | --- |
| Francia     | 0   | 0  | 0  | 0  | 0  | 0  | 0  | 0   |
| Escocia (H) | 0   | 0  | 0  | 0  | 0  | 0  | 0  | 0   |
| Gales       | 0   | 0  | 0  | 0  | 0  | 0  | 0  | 0   |
| Andorra     | 0   | 0  | 0  | 0  | 0  | 0  | 0  | 0   |

## Ronda élite
El sorteo de la ronda élite se realizaría originalmente el 9 de diciembre de 2020 en la sede de la UEFA en Nyon, Suiza, y los partidos estaban originalmente programados para jugarse en la primavera de 2021. Sin embargo, debido a la pandemia de COVID-19 en Europa, la UEFA anunció el 13 de agosto de 2020 que, tras consultar con las 55 asociaciones miembro, se abolió la ronda élite.